# Населення Черкаської області

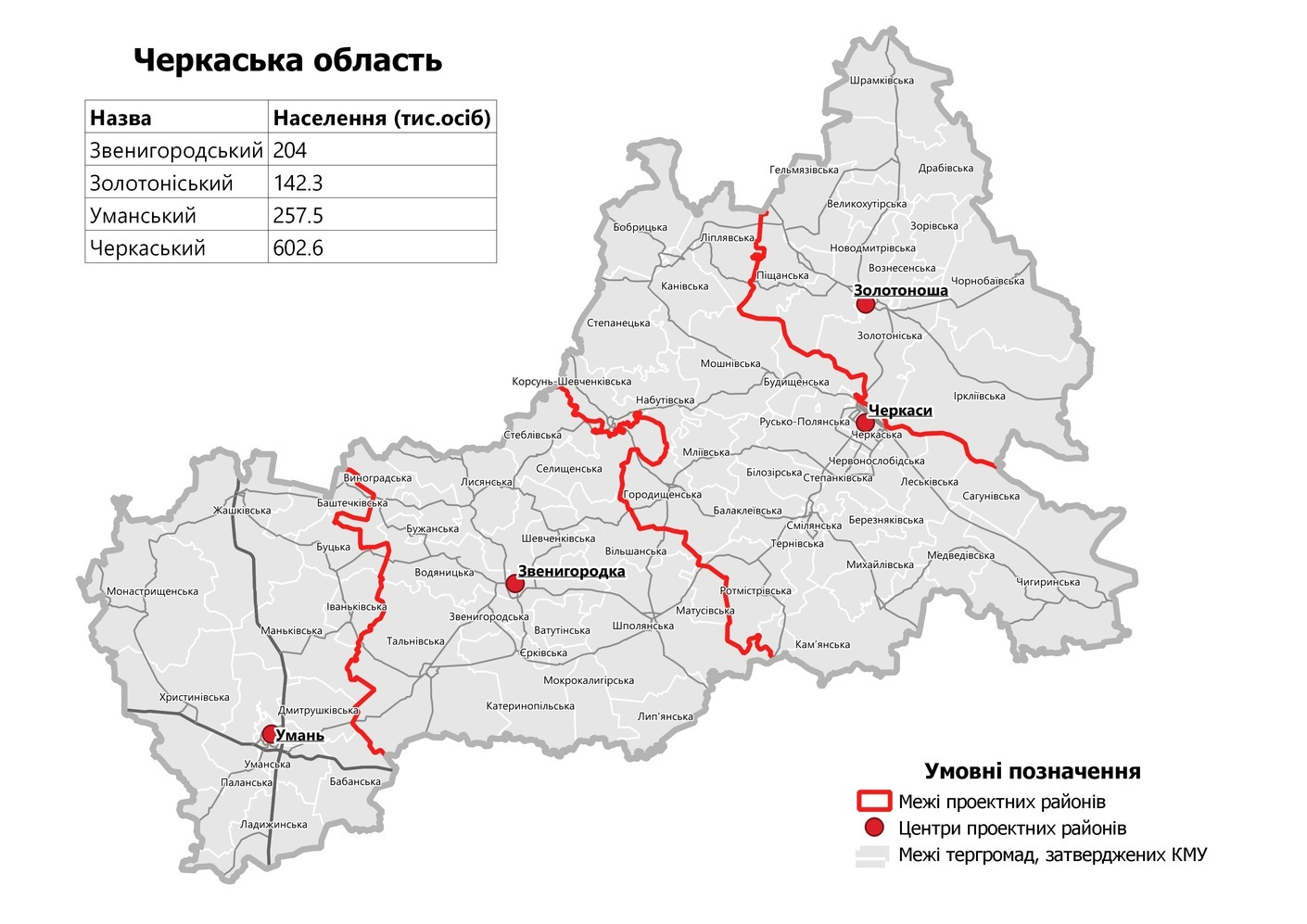

Чисельність наявного населення Черкаської області на 1 квітня 2014 р., за попередніми даними, становила 1257,7 тисячі осіб (2,8% від загальної чисельності населення України), у тому числі у міських поселеннях проживало 711,8 тисячі осіб (56,6 відсотка населення області), сільських населених пунктах – 545,9 тисячі осіб (43,4 
відсотка). 88 відсотків населення проживає на правобережній частині області, на лівобережній – 12 відсотків. 
По чисельності населення область займає 16-те місце в Україні. Черкаська область відноситься до числа густонаселених. Щільність населення складає 60 осіб на 1 км² території.
Протягом 2012 року на території області народилося 11 тис. 840 немовлят, померло 18 тис. 882 осіб. Природне скорочення населення становило 7 тис. 042 особи, що на 8,7% менше, ніж за аналогічний період попереднього року (- 7 тис. 713 осіб). Міграційне скорочення склало 546 осіб (-4,3 на 10,000), на відміну від попереднього року, коли спостерігався міграційний приріст населення — +294 особи (+2,3 на 10,000). Найбільше зростання населення спостерігалось у місті Сміла (+2,15‰) та Черкаському районі області (+0,38‰), скорочення — у містах Чигирин (-18,36‰), Кам'янка (-13,42‰) та Звенигородка (-11,07‰), Чигиринському (-19,54‰) та Кам'янському (-17,04‰) районах області.
Станом на 1 березня 2013 року міське населення становило 714 тис. 898 осіб, рівень урбанізації — 56,41%.

## Чисельність населення
Історична динаміка чисельності населення області (у сучасних кордонах)
| рік  | населення | місце серед регіонів |
| ---- | --------- | -------------------- |
| 1926 | 1 825 000 |                      |
| 1939 | 1 556 000 | 14                   |
| 1959 | 1 470 214 | 14                   |
| 1970 | 1 534 993 | 16                   |
| 1979 | 1 547 197 | 15                   |
| 1989 | 1 531 527 | 14                   |
| 2001 | 1 402 969 | 15                   |
| 2014 | 1 259 957 | 16                   |

## Національний склад
Історична динаміка національного складу області за даними переписів населення, %
|          | 1959 | 1970 | 1989 | 2001 |
| -------- | ---- | ---- | ---- | ---- |
| українці | 94,0 | 92,8 | 90,5 | 93,1 |
| росіяни  | 4,5  | 5,7  | 8,0  | 5,4  |
| інші     | 1,5  | 1,5  | 1,5  | 1,5  |

Національний склад населення Черкаської області станом на 2001 рік
| №  | Національність | Кількість осіб | Відсоток до загальної кількості |
| -- | -------------- | -------------- | ------------------------------- |
| 1  | Українці       | 1 301 183      | 93,05 %                         |
| 2  | Росіяни        | 75 577         | 5,40 %                          |
| 3  | Білоруси       | 3 961          | 0,28 %                          |
| 4  | Вірмени        | 1 749          | 0,13 %                          |
| 5  | Молдовани      | 1 617          | 0,12 %                          |
| 6  | Євреї          | 1 479          | 0,11 %                          |
| 7  | Цигани         | 1 108          | 0,08 %                          |
| 8  | Поляки         | 729            | 0,05 %                          |
| 9  | Азербайджанці  | 595            | 0,04 %                          |
| 10 | Татари         | 537            | 0,04 %                          |
| 11 | Інші           | 9 778          | 0,70 %                          |
|    | Разом          | 1 398 313      | 100 %                           |

## Мовний склад
Рідна мова населення області за результатами переписів, %
|            | 1959 | 1970 | 1989 | 2001 |
| ---------- | ---- | ---- | ---- | ---- |
| українська | 93,0 | 92,3 | 89,1 | 92,5 |
| російська  | 6,3  | 7,2  | 10,3 | 6,7  |
| інша       | 0,7  | 0,5  | 0,6  | 0,4  |

Рідна мова населення Черкаської області за переписом 2001 р.
|                              | українська | російська | білоруська | вірменська | молдовська |
| ---------------------------- | ---------- | --------- | ---------- | ---------- | ---------- |
| Черкаська область            | 92,5       | 6,7       | 0,09       | 0,09       | 0,06       |
| Черкаси                      | 79,1       | 18,7      | 0,12       | 0,08       | 0,02       |
| Ватутіне                     | 91,9       | 7,8       | 0,11       | 0,01       | 0,03       |
| Золотоноша                   | 92,8       | 6,3       | 0,09       | 0,26       | 0,07       |
| Канів                        | 88,4       | 11,2      | 0,11       | 0,08       | 0,01       |
| Сміла                        | 89,1       | 10,1      | 0,10       | 0,07       | 0,04       |
| Умань                        | 93,3       | 6,4       | 0,08       | 0,06       | 0,04       |
| Городищенський район         | 97,6       | 2,0       | 0,08       | 0,21       | 0,06       |
| Драбівський район            | 98,0       | 1,6       | 0,10       | 0,05       | 0,06       |
| Жашківський район            | 98,1       | 1,5       | 0,10       | 0,07       | 0,05       |
| Звенигородський район        | 97,6       | 2,0       | 0,07       | 0,06       | 0,07       |
| Золотоніський район          | 96,5       | 3,0       | 0,11       | 0,15       | 0,05       |
| Кам'янський район            | 96,8       | 3,0       | 0,08       | 0,01       | 0,06       |
| Канівський район             | 96,9       | 2,7       | 0,05       | 0,12       | 0,04       |
| Катеринопільський район      | 98,0       | 1,6       | 0,09       | 0,04       | 0,16       |
| Корсунь-Шевченківський район | 96,6       | 2,5       | 0,06       | 0,01       | 0,05       |
| Лисянський район             | 98,3       | 1,4       | 0,05       | 0,08       | 0,05       |
| Маньківський район           | 98,1       | 1,6       | 0,08       | 0,02       | 0,02       |
| Монастирищенський район      | 98,4       | 1,29      | 0,10       | 0,04       | 0,11       |
| Смілянський район            | 97,0       | 2,7       | 0,06       | 0,03       | 0,12       |
| Тальнівський район           | 97,7       | 1,8       | 0,07       | 0,19       | 0,12       |
| Уманський район              | 97,3       | 2,2       | 0,06       | 0,05       | 0,27       |
| Христинівський район         | 97,1       | 2,3       | 0,10       | 0,19       | 0,10       |
| Черкаський район             | 96,8       | 2,9       | 0,07       | 0,04       | 0,04       |
| Чигиринський район           | 95,5       | 3,6       | 0,10       | 0,10       | 0,13       |
| Чорнобаївський район         | 97,3       | 2,3       | 0,10       | 0,21       | 0,05       |
| Шполянський район            | 97,7       | 1,8       | 0,12       | 0,10       | 0,11       |

Рідна мова найбільш чисельних національностей Черкаської області за даними перепису 2001 р.
|           | Своєї національності | Українська | Російська | Інша  |
| Українці  | 98,33%               | -          | 1,63%     | 0,01% |
| Росіяни   | 87,96%               | 11,84%     | -         | 0,08% |
| Білоруси  | 31,28%               | 27,37%     | 40,97%    | 0,33% |
| Вірмени   | 68,78%               | 11,26%     | 19,27%    | 0,57% |
| Молдовани | 51,08%               | 33,83%     | 14,53%    | 0,19% |
| Євреї     | 4,53%                | 36,65%     | 58,42%    | 0,20% |
| Цигани    | 60,11%               | 37,45%     | 0,99%     | 0,09% |

### Вільне володіння мовами
За даними Всеукраїнського перепису населення 2001 року, 98,41% мешканців Черкаської області вказали вільне володіння українською мовою, а 55,74% - російською мовою. 99,26% мешканців Черкаської області вказали вільне володіння мовою своєї національності.
Вільне володіння мовами найбільш чисельних національностей Черкаської області за даними перепису населення 2001 р.
|           | своєї національності | українська | російська |
| --------- | -------------------- | ---------- | --------- |
| Українці  | 99,77%               |            | 53,20%    |
| Росіяни   | 97,51%               | 77,11%     |           |
| Білоруси  | 43,73%               | 80,18%     | 76,67%    |
| Вірмени   | 77,93%               | 69,47%     | 75,36%    |
| Молдовани | 65,12%               | 88,62%     | 54,85%    |
| Євреї     | 9,60%                | 91,41%     | 90,20%    |
| Цигани    | 70,76%               | 94,49%     | 29,15%    |
| Поляки    | 23,32%               | 94,10%     | 73,39%    |

## Природний рух
Показники народжуваності, смертності та природного приросту населення у 1950–2020 рр.
| коефіцієнт (на 1000 осіб) | 1950 | 1960 | 1970 | 1990 | 2000 | 2010 | 2020  |
| ------------------------- | ---- | ---- | ---- | ---- | ---- | ---- | ----- |
| народжуваності            | 20,5 | 17,9 | 14,4 | 12,3 | 7,5  | 9,7  | 6,1   |
| смертності                | 8,1  | 7,5  | 10,6 | 14,4 | 17,4 | 16,9 | 17,5  |
| природного приросту       | 12,4 | 10,4 | 3,8  | -2,1 | -9,9 | -7,2 | -11,4 |

| Природний рух населення Черкаської області у 1954—2020 році | |
| --- | --- |
| На цьому місці має відображатися графік чи діаграма, однак з технічних причин його відображення наразі вимкнено. Будь ласка, не видаляйте код, який викликає це повідомлення. Розробники вже працюють для того, щоби відновити штатне функціонування цього графіка або діаграми. | |
| Народжених Смертей | |
| | На цьому місці має відображатися графік чи діаграма, однак з технічних причин його відображення наразі вимкнено. Будь ласка, не видаляйте код, який викликає це повідомлення. Розробники вже працюють для того, щоби відновити штатне функціонування цього графіка або діаграми. |

## Місце народження
За переписом 2001 року 92,7% населення Черкаської області народилися на території України (УРСР), 7,0% населення — на території інших держав (зокрема 4,9% - на території Росії), 0,3% населення не вказали місце народження. 79,8% населення народилися на території Черкаської області, 12,9% — у інших регіонах України.
Питома вага уродженців різних регіонів України у населенні Черкаської області за переписом 2001 року:
| уродженців області | кількість | частка у населенні |
| Черкаської         | 1115499   | 79,8               |
| Кіровоградської    | 24901     | 1,8                |
| Київської          | 19035     | 1,4                |
| Вінницької         | 18355     | 1,3                |
| Полтавської        | 13070     | 0,9                |
| Донецької          | 11123     | 0,8                |
| Житомирської       | 9410      | 0,7                |
| Дніпропетровської  | 9017      | 0,6                |
| Чернігівської      | 7482      | 0,5                |
| Луганської         | 6002      | 0,4                |
| Одеської           | 5760      | 0,4                |
| Сумської           | 5300      | 0,4                |
| Хмельницької       | 5222      | 0,4                |
| м. Києва           | 4971      | 0,4                |
| Харківської        | 4703      | 0,3                |
| Миколаївської      | 4486      | 0,3                |
| Львівської         | 4386      | 0,3                |
| Закарпатської      | 4241      | 0,3                |
| АР Крим            | 3968      | 0,3                |
| Рівненської        | 3854      | 0,3                |
| Запорізької        | 3113      | 0,2                |
| Херсонської        | 2825      | 0,2                |
| Івано-Франківської | 2681      | 0,2                |
| Волинської         | 2280      | 0,2                |
| Тернопільської     | 2263      | 0,2                |
| Чернівецької       | 1457      | 0,1                |
| Севастополя        | 228       | 0,0                |

## Зайнятість населення
Сфери зайнятості населення області за переписом 2001 року
| сфера діяльності                                                                 | кількість зайнятих | частка |
| -------------------------------------------------------------------------------- | ------------------ | ------ |
| Сільське господарство, мисливство та лісове господарство                         | 167 151            | 33,1%  |
| Обробна промисловість                                                            | 78 023             | 15,4%  |
| Оптова та роздрібна торгівля; торгівля транспортними засобами; послуги з ремонту | 50 805             | 10,0%  |
| Освіта                                                                           | 43 094             | 8,5%   |
| Охорона здоров'я та соціальна допомога                                           | 36 171             | 7,2%   |
| Державне управління                                                              | 28 118             | 5,6%   |
| Транспорт і зв'язок                                                              | 26 288             | 5,2%   |
| Будівництво                                                                      | 18 793             | 3,7%   |
| Виробництво електроенергії, газу та води                                         | 13 334             | 2,6%   |
| Колективні, громадські та особисті послуги                                       | 11 933             | 2,4%   |
| Операції з нерухомістю, здавання під найм та послуги юридичним особам            | 10 901             | 2,2%   |
| Готелі та ресторани                                                              | 6 711              | 1,3%   |
| Неточно вказали або не вказали вид діяльності                                    | 4 667              | 0,9%   |
| Фінансова діяльність                                                             | 4 118              | 0,8%   |
| Добувна промисловість                                                            | 2 975              | 0,6%   |
| Рибне господарство                                                               | 1 549              | 0,3%   |
| Послуги домашньої прислуги                                                       | 1 043              | 0,2%   |
| Екстериторіальна діяльність                                                      | 3                  | 0,0%   |
| Всього зайнятих економічною діяльністю                                           | 505 677            | 100,0% |